# お金がない!
『お金がない!』（おかねがない）は、1994年7月6日から9月21日までフジテレビ系列の「水曜劇場」枠で、毎週水曜日 21:00 - 21:54に放送された日本のテレビドラマ。主演は織田裕二。
学もなく貧困を極めた青年が一流企業で活躍して仕事を成功させていく痛快なサクセスストーリー。

## あらすじ
主人公の萩原健太郎は、小さな町工場で働く25歳の青年。亡き親が残した多額の借金を抱えてとても貧乏であったが、幼い二人の弟やあたたかい友人達に囲まれ、楽しく暮らしていた。
そんなある日、健太郎は弟たちと「今度の給料日に焼肉食べに行こう!」という約束をする。ところが、待ちに待ったその日に町工場が倒産。結局、給料は受け取れず、借金の取立てに押しかけられ、挙句の果てには家賃滞納で住んでいた家も大家に追い出されてしまう。
それを機に再就職先を探していた健太郎は、幼なじみの美智子の紹介で、超大手外資系保険会社「ユニバーサル・インシュアランス」のビルメンテナンス会社に転職する。ある日、健太郎は偶然拾った重要ファイルを盾にして柏木に再就職を迫るが、逆にビルメンテナンス会社をクビにされてしまう。だが、健太郎はユニバーサル・インシュアランスの社員に成りすまし、ファイルの持ち主である大沢をそそのかして協力させ、大口の契約奪還を成功させる。
それが運よく社長である氷室の目にとまり、健太郎は晴れて社員として正式に採用されることになるが…

## キャスト

### 萩原家
萩原健太郎
演 - 織田裕二
常に前向きで積極的な姿勢で仕事に臨む男。亡き親に代わって借金を返済しつつ、幼い2人の弟を育てている。おだてられるとすぐに調子に乗る所が欠点だが、課せられた仕事を必死にこなし、ユニバーサル・インシュアランス入社後の運の強さもあり、チャンスを掴んでいく。後に渡米し、成功を掴んで氷室の側近となるが、仕事に集中しすぎて弟達から避けられ、美智子や上野・田端からも「変わってしまった」事を指摘され苦悩する。さらに氷室に汚職事件の濡れ衣を着せられ、一時逮捕されたことから（氷室が大物に手を回し、釈放させた。）自分を省み、「僕は貴方に憧れてた。だけどわかったんです。僕は貴方じゃない。僕は萩原健太郎なんです。」と言い残し決別。独立して自分の会社を立ち上げた。
萩原祐介
演 - 富田樹央
健太郎の弟で小学校5年生。食事の用意や洗濯などの家事をこなし、年齢の割りにしっかりとした少年。兄を呼ぶ時は「健太郎」と名前で呼ぶ。健太郎の渡米後は浩と共に氷室からの養育費を受け取った健太郎から慎吾の店に預けられ、兄の帰りを心待ちにするが、帰国した健太郎は仕事人間となっており、入居した高級マンションも、山と積まれたおもちゃも、お金を得る事で「友達」を自称し始めたいじめっ子も祐介には受け入れられず、浩と共に川岸の長屋へ戻る。二人を追いかけ、帰宅を促す健太郎に「ちっとも楽しくない。今の兄ちゃんは、兄ちゃんじゃないみたいだ！」と訴え、成功を第一に夢見ていた健太郎を苦悩させる事になった。
萩原浩
演 - 森廉
健太郎の弟で小学校2年生。幼いながらも仕事に懸命な健太郎に理解を示す。めったに行けない焼肉が大好物だが、アメリカから帰国した健太郎が「連れて行ってやる！いくらでも食べていいぞ！」と言う渡米前の約束を破った事にショックを受ける。ブタの貯金箱に愛着を持つ。

### 神田家
神田美智子
演 - 財前直見
健太郎の幼馴染。ユニバーサル・インシュアランスのビルメンテナンス会社であるユニバーサル・ビルサービスで働く。夜は実家の居酒屋しんちゃんで兄の手伝いをする、古風な考えを持つ女性。自分の幼少期に両親が営んでいた小料理屋の土地が地上げ屋に狙われ、散々に暴力的な嫌がらせを受けた結果、精神を病んだ父は自殺を遂げてしまい、母も後を追うように病死してしまった。この経験からヤクザ者を強く敵視しており、健太郎の月の借金返済を慎吾の店で待とうとした上野と田端に、錯乱しそうになりながら店の物を投げつけ、「あんた達みたいなのが、うちのお父ちゃんとお母ちゃん殺したんだよ！」と泣きながら叫んだが、冷静に謝罪し店を去った上野（と田端）に対し罪悪感を抱き、おにぎりを差し入れ、取り乱した事を謝罪した。この時の涙とおにぎりが、女性に惚れっぽい上野に、美智子に対する恋心を抱かせた。健太郎を支え、渡米中には祐介と浩を預かる一方で、仕事人間に変わっていく健太郎に家族の大切さを諭す場面も。
神田慎吾
演 - 松崎しげる
美智子の兄。親から受け継いだ大事な居酒屋しんちゃんを切り盛りする。

### ユニバーサル・インシュアランス社
氷室浩介
演 - 石橋凌
ユニバーサル・インシュアランス日本支社社長（第11話からはアメリカ本社社長も兼務）。健太郎の強運と素直な性格に一目を置く。健太郎と同じくらいの年齢の頃には、健太郎と大差ない貧乏な生活だった。その頃の癖が抜けないのか、社長椅子の後ろに飾ってある花瓶に小銭を貯めているシーンがある。野心は高く、のし上がるためには手段を選ばない。渡米する際、同行する健太郎に「成功する為には捨てなければならない物がある」と説き、それを「焦げた飯（おこげ）」と表現した。
柏木麗子
演 - 高樹沙耶
ユニバーサル・インシュアランス第一営業部長。何よりも仕事第一に考える女性。使えない社員は、たいてい3ヶ月以内にクビにするか、辞めていく。自分の才能を買ってくれた氷室に惚れて二人は恋におちるが、近年、愛情は冷めつつある。実力主義の社風の中で頭角を表し、部長にまで上り詰めた女性だが、女性であることが不利に働く場面も多く、また社長との恋仲から社内外を問わず実力を素直に評価されない面もあり、必要以上に気を張って仕事に打ち込んでいるという側面もある。そのため、キャリアがハッキリしない健太郎の中途入社をよく思わず、初めは度々解雇をほのめかすような辛い態度で接する。だが、健太郎とタッグを組んだ際、契約の代わりに身体を要求してきたクライアントから身を挺して柏木を守った健太郎に、仕事を優先しない甘さを厳しく叱責はするものの、心情的には感謝し、氷室に「男としてはあなたより上」とまで発言。以降、健太郎を認め、大沢退社後のユニバーサル・インシュアランスの中では最大の理解者であり味方となる。独身。
大沢一郎
演 - 東幹久
ユニバーサル・インシュアランス第一営業部長秘書。ハーバード大学卒。第一営業部社員で、部長である柏木の秘書を務めている。非常に真面目な性格で子供時代から勉強は出来たが、勉強以外の事は不得手。当初はやや傲慢な性格だったが、健太郎に出会ってからは、健太郎の考え方や仕事へのスタンスに影響され、それまでの自分と決別した。一方でメキメキと成長する健太郎に対し自らの状況への焦りを感じ、実績を急ぐあまり終盤で長尾カンパニーの仕掛けた保険金詐欺に遭ってしまい、損害こそ柏木が防いだものの自責の念は大きく、また「萩原さんについて行くばかりでは、いつまでも一人前になれない」との思いもあり、ユニバーサル・インシュアランス社を自主退職してしまう。これにより実家を勘当され、貯金以外、全てを失ったが（貯金は五千万円ほど。）腕一本で仕事が出来ると工事現場作業員勤務からの飛び込みで建設会社に転職。初対面の時から次第に美智子に恋心を抱くようになる。自分に対する京子の思いにはまるで鈍感。
白石浩一
演 - 金田明夫
ユニバーサル・インシュアランス第一営業部の中堅社員。ヘッドハンティングされ、ユニバーサルに入ったらしい。嫌味な性格で健太郎の活躍を疎ましく思う。
吉村修平
演 - 田口浩正
ユニバーサル・インシュアランス第一営業部の若手社員。汗かきで京子に嫌悪されている。コンピュータ関係が得意。
相沢正人
演 - 井ノ原快彦
ユニバーサル・インシュアランス第一営業部の若手社員。思いを寄せる里美と親しい健太郎に嫉妬している。
山岸京子
演 - 芳本美代子
ユニバーサル・インシュアランス第一営業部の若手社員。大沢に思いを寄せるお嬢様。テーブルマナーは一流。
安斉さゆり
演 - 菊池麻衣子
ユニバーサル・インシュアランス日本支社社長秘書。
飯島里美
演 - 小林由美恵
ユニバーサル・インシュアランスの受付嬢。当初から健太郎に対してもちゃんと挨拶を返し、食堂で自分のプリペイドカードを貸してくれるなど、とても親切にしてくれる女性。相沢が一方的に想いを寄せている。
後藤由紀
演 - 長野知夏
ユニバーサル・インシュアランス女子社員。社員のIDカードなどの管理業務や領収書などの経理面も担当している。
山下和美
演 - あらいすみれ
ユニバーサル・インシュアランスの受付嬢。健太郎が入社当初は挨拶をしても冷たい態度だったが…
杉本美香
演 - 近江かよ子
ユニバーサル・インシュアランス女子社員。健太郎にコピー機の操作方法を説明する。

### ラブリーローン
上野格次
演 - 今井雅之
萩原家が借入をしているラブリーローンの借金取り。潔癖症で耳掃除が大好き。普段は丁寧語で静かに喋るが、怒った時は大声を出す。美智子の幼少の頃の心情を知り、借金取立てのために健太郎宅を訪れた際におにぎりをもらった頃には、美智子に淡い恋心を抱く。健太郎に対しては、厳しいながらも情のある行動を取る事がしばしば。終盤には田端と共に上司である長尾の悪事を暴いて逮捕され、出所後は立場も失い、ホームレスになっていたが、帰国し様変わりしていた健太郎に出会い、その冷たい言葉に「萩原さん。あんた、変わりましたよね。」と苦言を呈した。その後健太郎の逮捕によりいじめられていた祐介・浩を助けて慎吾の店を訪ねた事で美智子と慎吾に認められ、最終話では田端と共に見習いとして働き出した。
田端大助
演 - 高杉亘
上野の部下。オカマ気質でチンピラ気分が抜けずにいる若者。大柄なため迫力があるが、いつも上野に怒られている。逮捕されて拘置所に送られた時は、面会に来た健太郎に「助けてよ。ここは怖いんだよ」と泣き言をいう場面も。出所後は上野と共に立場を失い、金もなく腹を空かせていたが、成功し帰国した健太郎と出会い、金を無心し受け取る。しかし渡米前と打って変わって自分達を煙たがる健太郎に愕然とし、「なんでそんな事言うんだよ！」と叫んだ。最終話では上野と共に慎吾の店の見習いとなるが、慎吾の上司としての説教には我慢できず反論する事があり、その度に上野から「俺達の社長なんだよ！」と怒られている。

### ユニバーサル・ビルサービス
徳川家安
演 - 梶原善
ユニバーサル・ビルサービス主任。やや卑屈な面があり、セクハラ発言が少なくない為女子社員からよく軽蔑されている。美智子に恋心を抱いていて頭が上がらない。後にユニバーサル・インシュアランス第一営業部長であった過去が発覚する。わずかしか目にしていない書類の事を詳細に記憶していることや、「男は威張っているだけで使えない」と言い切る柏木麗子が「徳川さん」と呼び、一目置いていることから、部長時代は優秀だった模様だが、氷室が社長になり社の雰囲気が変わった事で「堅いのは苦手」と退職した。ドジを踏みながらも仕事に邁進する健太郎を面白がる形で評価しており、柏木に「俺のいた時代にこんな奴がいたら、俺はまだそこ（部長席）に座ってたかもなぁ」と話している。「納得いかねえなぁ」が口癖。
岩田明美
演 - 植田あつき
ユニバーサル・ビルサービス女子社員。
近藤薫
演 - 三浦早苗
ユニバーサル・ビルサービス女子社員。

### ゲスト
今作のゲストは2話単位の出演が多い。
第1話 「ブタの貯金箱」
第2話 「仕事もない!」
- 川瀬宏明 - 佐渡稔

真面目な人柄だが、真面目すぎることが災いして佐々木建設から翌年以降の保険契約更新を拒否される（後に健太郎が解決）。浪人中の息子がいるが、ノルマである佐々木建設との関係回復が見込めず依願退職（事実上の普通解雇）する。
- 佐々木賢三（佐々木建設社長） - 左右田一平（第2話）

一代で会社を成長させた苦労人。男同士の仕事には酒や宴会が不可欠で、日本のビジネスの一部と考えている。

第3話 「プライドもない!」
第4話 「運もない!」
- 竹中かつ子 - ジュディ・オング

天宝堂デパート社長。礼儀作法、ビジネスマナーに厳しく、女帝と呼ばれている。

第6話 「愛情もない!」
第7話 「勇気もない!」
- 城之内太郎（キャッスル・コンツェルン会長） - 今福将雄
- 城之内えりか（会長の孫娘） - 三井ゆり
- 岩崎美雄（岩崎商事社長・釣りが趣味で社内には魚拓を飾ってある） - 河原崎建三（第6話）

第8話 「血も涙もない!」
第9話 「義理も人情もない!」
- 長尾安二郎 - 財津一郎

健太郎の借金先である長尾カンパニー会長。上野・田端のボス。大沢に大口の契約をする振りをして近づき、ユニバーサル・インシュアランスに対して保険金詐欺を仕掛けた。社に強引にアポをかけ、営業部で柏木に金の給付をしろと恫喝をかけるが、柏木は眉一つ動かす事無く論破し、警察への通報を勧告する。さらに罪悪感に苛まれた上野とそれに追髄した田端が、警察に事の真相を密告し自首した為、長尾も逮捕される事になった。怒るとブルドッグのように顔面を震わせる癖がある。

第11話 「お金がある!」
- 高坂芳江 - 清水ひとみ

健太郎がロス赴任から帰国後の新居で家政婦を務める。金持ちに対して歪んだ感情を持っており、祐介や浩に冷めた態度で接する。そんな人格を看破し給仕を拒否した祐介を怒鳴りつけた。
- 検察官・小野寺 - 荻原賢三
- 検察官・鬼沢 - 高岡良平

最終話 「やっぱり、ない!」
- 取締役 - レオ・メンゲッティ
- 牧師（美智子と大沢の結婚式の牧師） - テリー・オブライエン
- 店員 - 相田美和
- 係員 - 伊奈英規
- 記者 - 加瀬功一、武中秀人、長能雄二

## スタッフ
- 企画 - 石原隆、鈴木吉弘（フジテレビ）
- 脚本 - 両沢和幸、戸田山雅司
- 演出 - 若松節朗、木下高男、本広克行
- プロデュース - 塩沢浩二
- 音楽 - 服部隆之
- 主題歌 - 織田裕二「OVER THE TROUBLE」（東芝EMI）
- 挿入歌 - Doop「Doop」
- 演出補 - 高丸雅隆、森保伸二、都築淳一、高橋伸之、西谷弘
- 制作 - フジテレビ、共同テレビ

## 放送日程
- 基本的に1エピソード2話完結の前後編構成となっている。

| 話数                                                       | 放送日  | サブタイトル      | 脚本       | 演出     | 視聴率 |
| ---------------------------------------------------------- | ------- | ----------------- | ---------- | -------- | ------ |
| 第1話                                                      | 7月06日 | ブタの貯金箱      | 両沢和幸   | 若松節朗 | 17.2%  |
| 第2話                                                      | 7月13日 | 仕事もない!       | 両沢和幸   | 若松節朗 | 17.7%  |
| 第3話                                                      | 7月20日 | プライドもない!   | 両沢和幸   | 木下高男 | 24.6%  |
| 第4話                                                      | 7月27日 | 運もない!         | 両沢和幸   | 木下高男 | 20.1%  |
| 第5話                                                      | 8月03日 | 希望もない!!      | 両沢和幸   | 若松節朗 | 18.5%  |
| 第6話                                                      | 8月10日 | 愛情もない!       | 両沢和幸   | 若松節朗 | 17.9%  |
| 第7話                                                      | 8月17日 | 勇気もない!       | 戸田山雅司 | 本広克行 | 19.9%  |
| 第8話                                                      | 8月24日 | 血も涙もない!     | 両沢和幸   | 木下高男 | 20.7%  |
| 第9話                                                      | 8月31日 | 義理も人情もない! | 両沢和幸   | 若松節朗 | 19.1%  |
| 第10話                                                     | 9月07日 | 時間がない!       | 両沢和幸   | 本広克行 | 20.8%  |
| 第11話                                                     | 9月14日 | お金がある!       | 両沢和幸   | 木下高男 | 26.0%  |
| 最終話                                                     | 9月21日 | やっぱり、ない!   | 両沢和幸   | 若松節朗 | 23.3%  |
| 平均視聴率 20.5%（視聴率は関東地区・ビデオリサーチ社調べ） |         |                   |            |          |        |

## 受賞歴
- 第2回ザテレビジョンドラマアカデミー賞[1]
  - 主演男優賞（織田裕二）
  - 助演男優賞（東幹久）

## その他
- 本作は織田が主演を務め、かつ主題歌を歌った初のドラマである。
- 織田と財前と東の三人は1990年に公開した『BEST GUY』でも共演している。
- 萩原浩役の森廉は織田主演で1997年放送のドラマ『踊る大捜査線』のTVシリーズ第1話、同年年末に放送されたTVスペシャル『歳末特別警戒スペシャル』で生意気な小学生（須川圭一）役として、また2010年公開の劇場映画第3作『THE MOVIE3』では犯人グループの主犯格「ノライヌ」として踊るシリーズに出演している。
- 2014年にWOWOWで放送された『株価暴落』では、氷室浩介役の石橋凌が大口融資先の幹部役、上述の森廉は爆弾犯人の容疑者の友人役としてそれぞれ、銀行員役の織田と再共演を果たしている。
- ビデオソフトは1995年にポニーキャニオンから発売されていたが、DVDとしては2008年8月20日になってリリースされた。
- 制作局のフジテレビでは2000年頃まで頻繁に再放送が行われていたが、東海テレビなどの系列局に関しては2010年代に入っても再放送が行われていた。
- 本作で使用されている服部隆之作曲の数々は、サスペンスドラマやバラエティなど様々なシーンで使用されている。また、フジテレビ『スーパー競馬』ではGIレース開催日のオープニングでも本作の「WALL STREET」が使用されていた（1995年以降）上、2018年から放送を開始したオマージュ番組の『BSスーパーKEIBA』でもオープニングテーマとして使用され、加えて同番組のエンディングテーマには本作の「BIG CHANCE」が使用されるようになった（2021年からはGIレースの開催されない日のみ）。
- 萩原兄弟が住んでいた川岸の木造家屋はセットではなく、江東区永代にある巽橋の真横に実在する船場の家屋式倉庫であった。実際に見るとその倉庫の奥行きは2メートルもなく、ドラマの萩原家のように人が住めるような建造物ではなかった（当然、家の中だけは渋谷ビデオスタジオのセットであった）。このドラマのヒットにより一時期は観光名所にもなっていたが、東京都の河岸工事に伴い2002年7月にこの倉庫は撤去された。